# The Way of the West (film, 1911)
Pour les articles homonymes, voir The Way of the West.
The Way of the West est un film muet américain réalisé par Allan Dwan et sorti en 1911.

## Synopsis
Newton rencontre un ancien camarade d'école, Zeb Parker, après de nombreuses années. Zeb apprend que Newton a une fille, et lui-même est le père d'un fils. Il pense que la meilleure manière de cimenter leur amitié serait de marier leurs deux enfants…

## Fiche technique
- Réalisation : Allan Dwan
- Date de sortie : États-Unis : 16 novembre 1911
- Genre : Western

## Distribution
- J. Warren Kerrigan : Young Barker
- Pauline Bush : Miss Newton
- Jack Richardson
- George Periolat : Zeb Barker